# Telegraph
Telegraph es el álbum debut del cantautor Drake Bell, publicado el 23 de agosto de 2005 por Nine Yards Records. Fue grabado por Bell y el productor Michael Corcoran, así como algunos amigos en un sencillo estudio casero utilizando un Digidesign Digi 002.  
El álbum salió a la venta el 23 de agosto de 2005 y fue publicado por el sello Backhouse Records de Michael Corcoran y el desaparecido sello Nine Yards Records. Al tratarse de una producción editada de forma independiente, se agotó, y posteriormente fue reeditado el 7 de agosto de 2007.

## Recepción critica
Telegraph fue aclamado por la crítica por su tono oscuro y la composición de Bell. AllMusic escribió en su reseña del álbum: «Se especializa en cancioncillas optimistas, McCartneyescas, enriquecidas con encantadoras voces armónicas y una producción grande y húmeda. « Un escritor de Ultimate Guitar Archive elogió la voz de Bell en el álbum, escribiendo “su voz es agradablemente áspera y siempre hay una sensación de saber hacer sin complejos en su entrega, sin la actitud mocosa pseudo-punk que ensucia muchas emisoras de radio”.

## Lista de Canciones
| N.º   | Título               | Escritor(es)                    | Duración |  |
| 1.    | «Intro»              | Drake Bell                      | 0:27     |  |
| 2.    | «I Found a Way»      | Bell, Michael Corcoran          | 3:02     |  |
| 3.    | «Circles»            | Bell                            | 4:06     |  |
| 4.    | «Somehow»            | Bell, Corcoran                  | 4:40     |  |
| 5.    | «In the End»         | Bell, Corcoran                  | 4:24     |  |
| 6.    | «Don't Preach»       | C.J. Abraham, Bell, Corcoran    | 3:24     |  |
| 7.    | «Hollywood Girl»     | Bell, Corcoran, G. Petersen     | 2:53     |  |
| 8.    | «Golden Days»        | Bell, D. Tashian, G. Garner     | 3:43     |  |
| 9.    | «Down We Fall»       | Bell, Corcoran                  | 5:50     |  |
| 10.   | «The Backhouse»      | Bell                            | 0:19     |  |
| 11.   | «Highway to Nowhere» | Bell, S.W. Bennett, M. Shallman | 4:04     |  |
| 12.   | «Telegraph»          | Bell, Corcoran                  | 3:39     |  |
| 40:33 |                      |                                 |          |  |

## Información adicional sobre las  canciones
- «Hollywood Girl» fue interpretada en TRL en la película para televisión Drake & Josh Go Hollywood].[3]
- Parte de «Don't Preach» también aparece en Drake & Josh Go Hollywood, que protagoniza Drake Bell. La escena le muestra (como Drake Parker) interpretando la canción en el Hogar de Ancianos B'nai Shalom con su banda. También aparece en el episodio «Who's Got Game?»[4]
- «Found a Way», «Down We Fall» y «Highway to Nowhere» también están en la banda sonora de Drake & Josh, Drake & Josh: Songs from and inspired by the hit TV show. Drake también interpretó «Highway to Nowhere» cuando actuó como invitado en la serie de Nickelodeon Zoey 101. En el episodio, los estudiantes de Pacific Coast Academy contratan a Drake para tocar en la fiesta de primavera de su escuela.[5][6] También interpretó «Circles» cuando participó como invitado en el programa de televisión de Nickelodeon All That.
- El beatboxing de la canción «Circles» lo hace Josh Peck, compañero de Drake en Drake & Josh.
- En marzo de 2024, Bell reveló en TikTok que la canción «In the End» trata sobre la agresión de Brian Peck que sufrió cuando era adolescente.

## Personal
Como aparece en el sitio web de Drake Bell.
- Drake Bell - voz principal y coros, guitarras rítmicas, teclados.
- Backhouse Mike - bajo, guitarra principal y rítmica, teclados, coros
- Joey Finger - batería
- Tom Kinne - bajo
- Scott Bennett - bajo, batería, guitarra, teclados
- DJ Eroc - scratching
- Mike D'Santi - guitarra
- Josh Peck - beatboxing (pista 3)